# Перекрёстный оператор Робертса

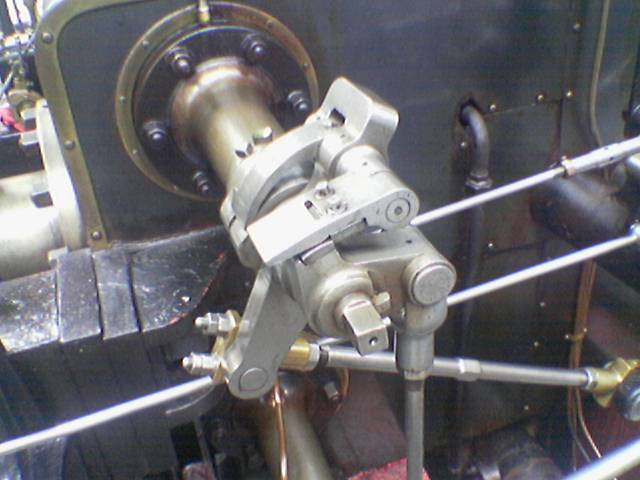
Изображение паровой машины

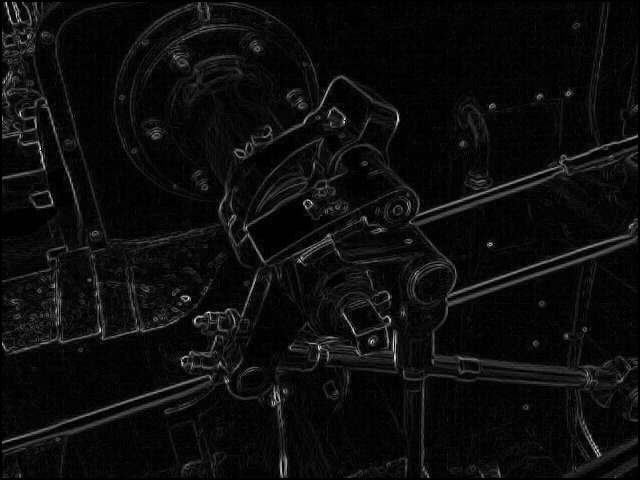
Действие оператора Робертса применительно к изображению

В компьютерном зрении перекрёстный оператор Робертса — один из ранних алгоритмов выделения границ, который вычисляет на плоском дискретном изображении сумму квадратов разниц между диагонально смежными пикселами. Это может быть выполнено сверткой изображения с двумя ядрами:
{\displaystyle {\begin{bmatrix}+1&0\\0&-1\\\end{bmatrix}}\quad {\mbox{and}}\quad {\begin{bmatrix}0&+1\\-1&0\\\end{bmatrix}}}
Иными словами, величина перепада {\displaystyle G} получаемого изображения вычисляется из исходных значений параметра {\displaystyle Y} в дискретных точках растра с координатами {\displaystyle (x,y)} по правилу:
{\displaystyle G_{1}=Y_{x,y}-Y_{x+1,y+1}}
{\displaystyle G_{2}=Y_{x+1,y}-Y_{x,y+1}}
{\displaystyle G={\sqrt {G_{1}^{2}+G_{2}^{2}}}}
(для Евклидовой метрики, но иногда в прикладных случаях модуль вектора перепада в методе Робертса может ускоренно вычисляться в Метрике городских кварталов {\displaystyle G=|G_{1}|+|G_{2}|}). То есть в методе Робертса используется суммарный вектор из двух диагональных векторов перепада. И в операторе Робертса используется модуль этого суммарного вектора, который показывает наибольшую величину перепада между четырьмя охваченными точками. А направление этого вектора соответствует направлению наибольшего перепада между точками (в статье он не описан, но тоже находит применение в анализе картины двумерного распределения параметра {\displaystyle Y}).
Преобразование каждого пикселя перекрёстным оператором Робертса может показать производную изображения вдоль ненулевой диагонали, и комбинация этих преобразованных изображений может также рассматриваться как градиент от двух верхних пикселов к двум нижним. Оператор Робертса всё ещё используется ради быстроты вычислений, но он проигрывает в сравнении с альтернативами из-за значительной чувствительности к шуму, что часто неприемлемо. Он даёт линии тоньше, чем другие методы выделения границ, что почти равносильно вычислению конечных разностей вдоль координат X и Y. Иногда его называют «фильтром Робертса».
На картине двумерного распределения в качестве параметра {\displaystyle Y} обычно выступают значения любых полей, например, яркость цветового канала, интенсивность излучения, температура или т.п.